# Еркин (Саркандский район)
Еркин (каз. Еркін) — село в Саркандском районе Жетысуской области Казахстана. Входит в состав Карабогетского сельского округа. Код КАТО — 196049300.

## Население
В 1999 году население села составляло 210 человек (105 мужчин и 105 женщин). По данным переписи 2009 года, в селе проживали 134 человека (68 мужчин и 66 женщин).